# Karim Debbagh
Karim Debbagh (* 25. Januar 1972 in Tanger) ist ein marokkanischer Filmproduzent.

## Biografie
Debbagh kam 1997 nach Deutschland, um an der Filmakademie Baden-Württemberg Filmproduktion zu studieren. Sein Studium beendete er 2002 mit Diplom. Nachdem Karim Debbagh dann in Deutschland einige Jahre als Herstellungs- und Produktionsleiter gearbeitet hatte, zog er 2003 zurück in seine Heimatstadt Tanger, wo er seine eigene Produktionsfirma, Kasbah-films tangier GmbH, gründete. Mit dieser produzierte und koproduzierte er bereits einige internationale Filme. Karim Debbagh war mit dem US-amerikanischen Komponisten und Schriftsteller Paul Bowles befreundet.

## Filmografie (Auswahl)
- 2000: Walpurgisnacht (Produzent)
- 2001: Morakko und der beste Mensch der Welt (Produzent)
- 2006: Fair Trade (Produktion, zusammen mit Michael Dreher)
- 2008: The Objective (Koproduzent)
- 2008: Kronos. Ende und Anfang (Koproduzent)
- 2008: Tangerine (Produzent, Herstellungsleiter)
- 2009: Die zwei Leben des Daniel Shore (Produzent)
- 2012: The Curse (Kurzfilm), (Produzent)
- 2012: AL Hadaf-La Cible (Kurzfilm), (Produzent)
- 2013: Traitors (Produzent)
- 2014: Three Stones for Jean Genet (Kurzfilm, Produzent)
- 2016: Ein Hologramm für den König (Koproduzent: Marokko)
- 2017: Die Nile Hilton Affäre (Koproduzent)
- 2021: La vie me va bien (Produzent)
- 2022: Les damnés ne pleurent pas (Produzent)
- 2023: Seneca – Oder: Über die Geburt von Erdbeben (Seneca)

## Auszeichnungen
- 2012: Dubai International Film Festival – Nominierung für den Muhr Arab Award in der Kategorie Best Film – Kurz für The Curse
- 2013: Tangier Mediterranean Short Film Festival – Festivalpreis in der Kategorie Bester Film for AL Hadaf-La Cible